# Stenocactus phyllacanthus
Stenocactus phyllacanthus är en kaktusväxtart som först beskrevs av Albert Gottfried Dietrich och Christoph Friedrich Otto, och fick sitt nu gällande namn av Alwin Berger. Stenocactus phyllacanthus ingår i släktet Stenocactus och familjen kaktusväxter. Inga underarter finns listade i Catalogue of Life.

## Bildgalleri

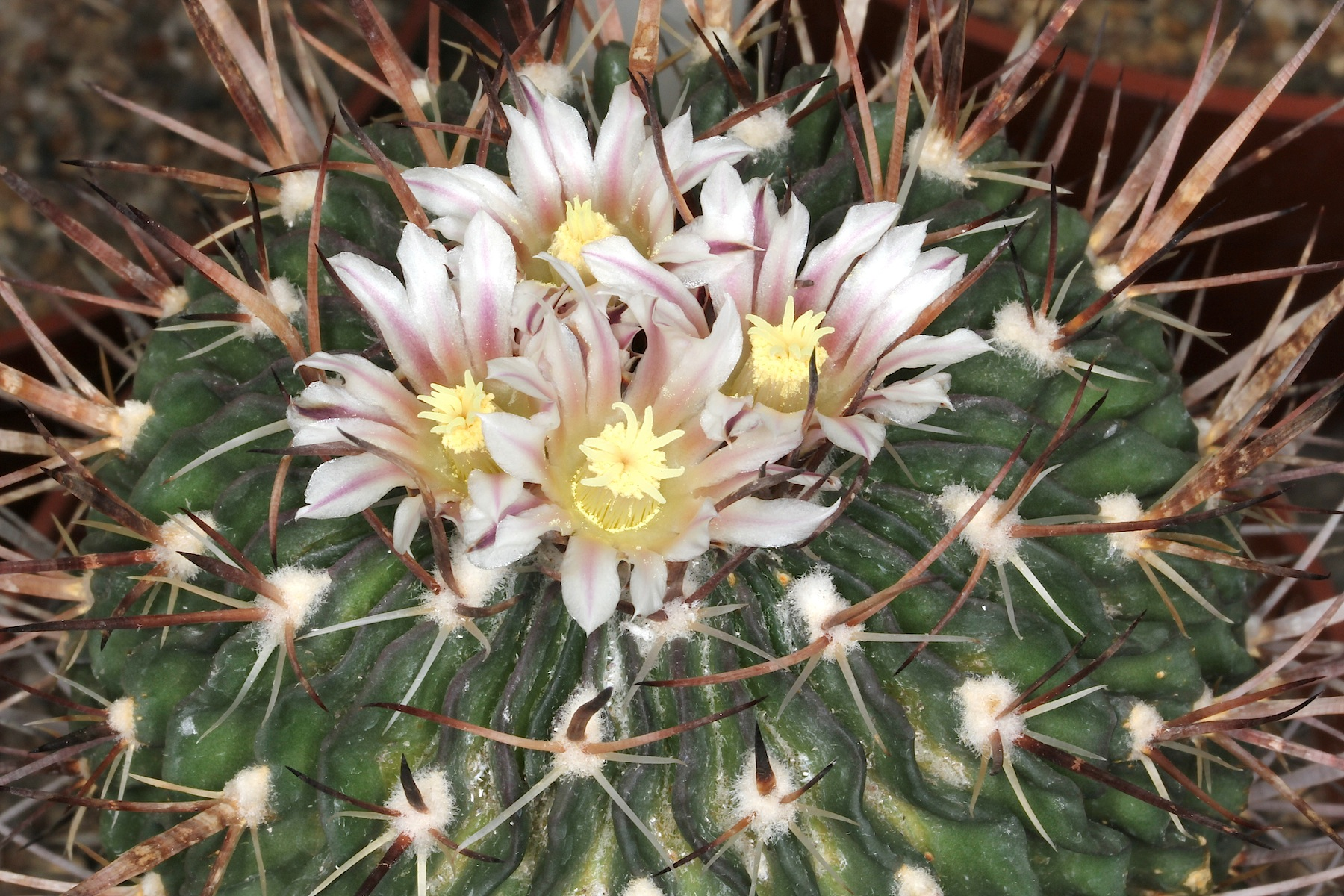
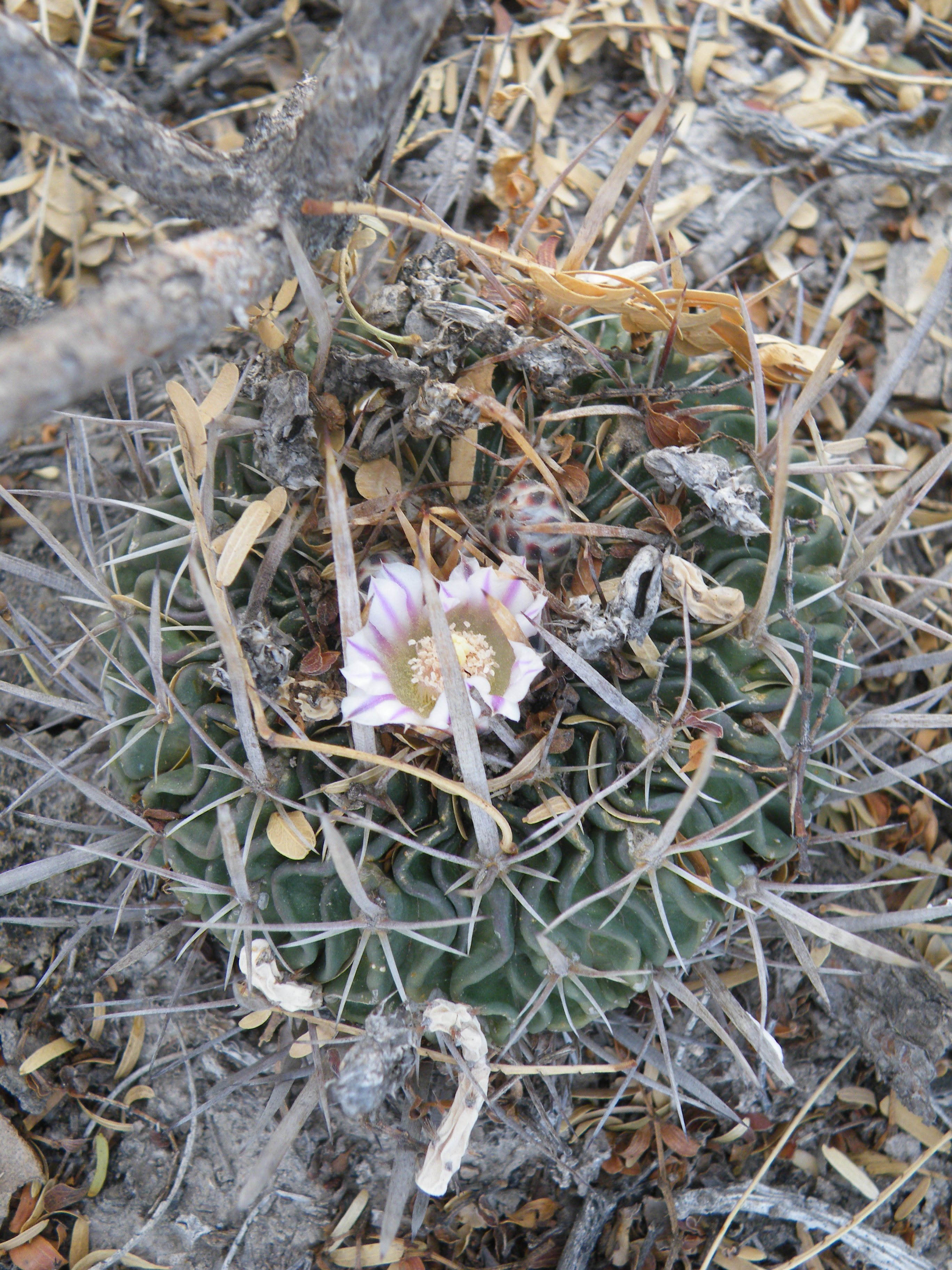
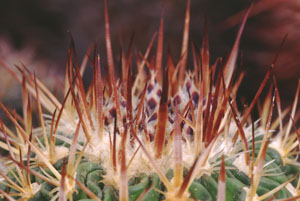
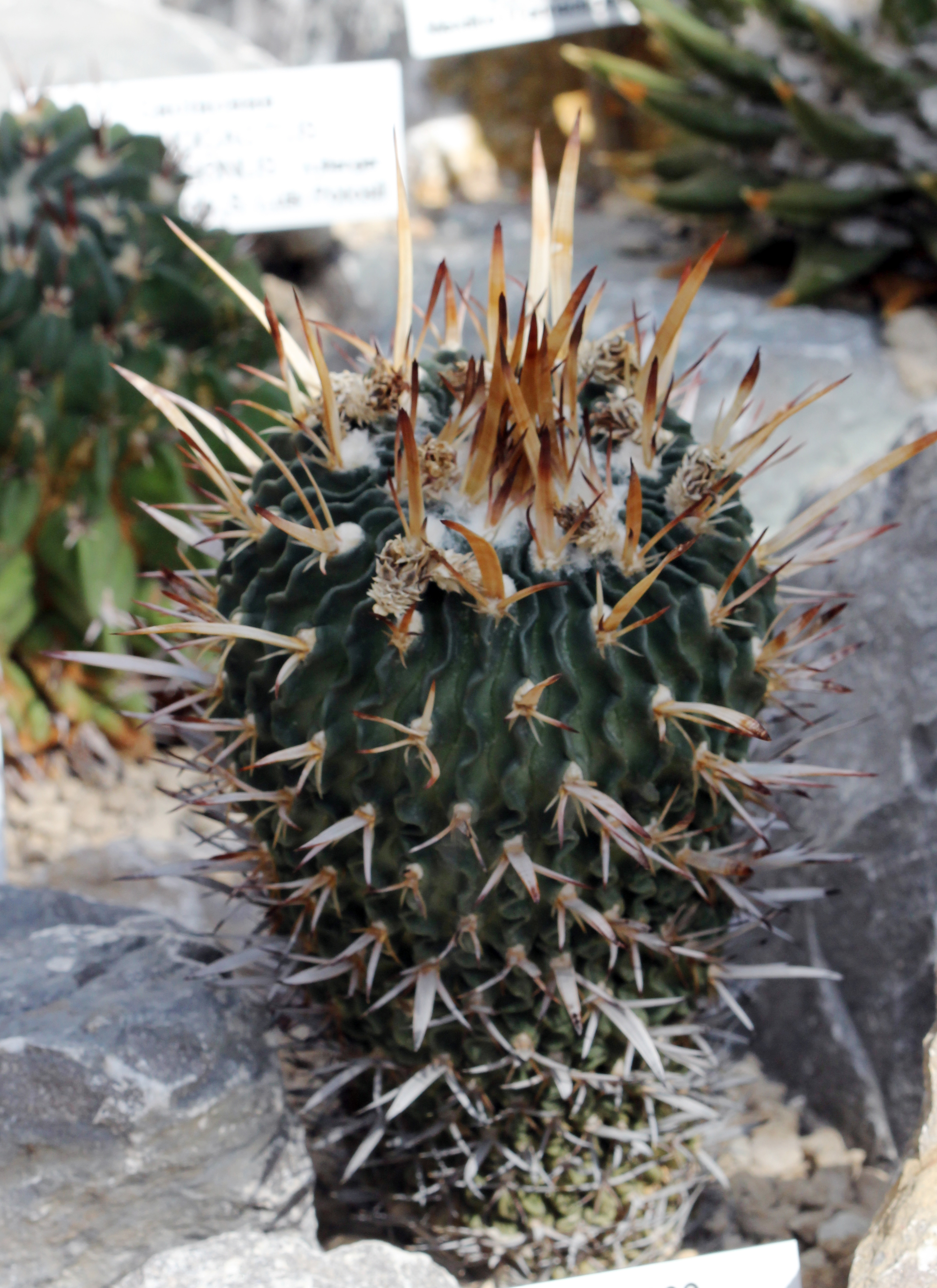